# Steinkisten von Göteryd

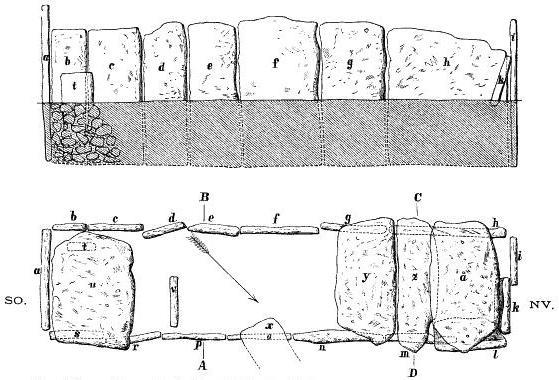
Steinkiste von Nöbbeled – eine typisch småländische Kiste

Die Steinkisten von Göteryd in der Gemeinde Älmhult in Kronobergs län, Småland, Schweden, sind ein Phänomen des schwedischen Endneolithikums. Ähnlich wie bei Falköping im Falbygden, wo die höchste Anzahl neolithischer Ganggräber in Skandinavien gefunden wurde, konzentrieren sich um Göteryd, die etwa 1000 Jahre später entstandenen endneolithischen Steinkisten.
Vor dem Spätneolithikum war das Gebiet um Göteryd größtenteils unbewohnt. Es finden sich keine älteren megalithischen Denkmäler. In Anbetracht der minimalen Nutzung der Region während des Mesolithikums und des Mittelneolithikums ist das späte Aufleben von Göteryd besonders interessant. Ein Bevölkerungszuwachs zu Beginn des Endneolithikums (1800–1400 v. Chr.) führte auf dem Gemeindeareal zum Bau von über 100 megalithischen Steinkisten, die selten siedlungsnah errichtet wurden.
Die Agrarisierung der Region scheint der Hauptfaktor für den Bau der in Gestalt und Größe ziemlich homogenen Steinkisten zu sein. Ihre Längen liegen zwischen vier und sieben Metern. Als weiterer Faktor wird von der Bildung einer sogenannten „Spätneolithischen Elite“ gesprochen, die sich, mit „Prestigeobjekten“ in Steinkisten beerdigt, vom Rest der Gesellschaft abhob. Die Objekte, die die Anlagen zu „Elitegräbern“ machen, sind in erster Linie die für die Dolchzeit (dänisch Dolktid oder Senneolithikum) typischen Feuersteindolche. Unbenutzte Dolche des technisch am meisten ausgearbeiteten Typs IV wurden häufig Personen mitgegeben, die in der Gesellschaft offenbar einen höheren Status innehatten. Diese Dolchform war in erster Linie in Dänemark und im nahen südwestlichen Schonen verbreitet.
Die neun bekannten spätneolithischen Wohnplätze von Göteryd lagen in erster Linie in zwei wassernahen Gebieten: im Norden an den Ufern des stark gegliederten Römningen (See) und im Süden am Fluss Helge å, wo um 1026 n. Chr. die Schlacht am Helgeå stattfand.
Göteryd wurde während der frühen Bronzezeit aus unbekannten Gründen aufgegeben. Pollenanalysen deuten auf eine stark verringerte Bevölkerung. Die kleinere Bevölkerung gab die Landwirtschaft in den abgelegenen Gebieten auf und konzentrierte sich auf lediglich zwei Wohnplätze am Römningensee. Es existieren lediglich neun Rösen, die in die Bronzezeit datieren; acht liegen am See.